# Difesa 1:1:2

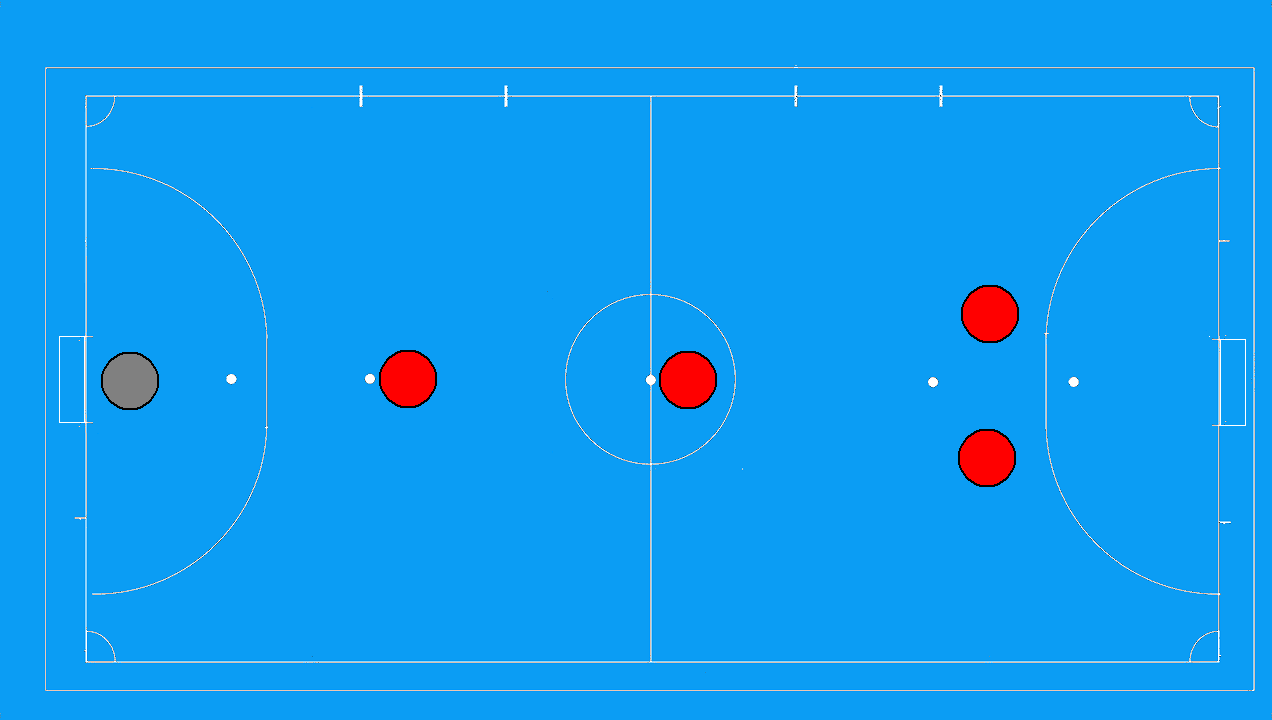
La difesa 1:1:2 o pressing razionale

La Difesa 1:1:2 conosciuta più comunemente come pressing razionale è un sistema di difesa adottato nel calcio a 5 che consiste nello schierare i quattro giocatori di movimento in modo da formare una "Y" (ipsilon) con la base rivolta al proprio portiere.
Questo modulo di gioco riassume le caratteristiche più efficaci del pressing unite alla capacità razionale di copertura degli spazi in campo tipico di moduli difensivi non espressamente a uomo. Il sistema consente di mantenere distanze omogenee tra i giocatori e di occupare con razionalità lo spazio in campo sia in maniera orizzontale che in maniera verticale, con la possibilità di coperture a vicenda e di raddoppi dove ve ne fosse necessità.
Lo sviluppo di questo metodo si realizza mantenendo l'importantissimo principio dello "scaglionamento" che consente ad una squadra di avere il massimo numero di linee difensive tra l'avversario portatore di palla e la propria porta. Lo schieramento iniziale è una sorta di invito a giocare il pallone sui giocatori più arretrati perché copre i varchi centrali e la giocata lunga immediata sul pivot, se la giocata viene effettivamente fatta sui giocatori più arretrati, si viene a realizzare una condizione ideale per i pressatori, perché il pallone è nei 12 metri avversari in condizione di 2 contro 2: se chi ne è in possesso perde la sfera, ha un altissimo rischio di subire una conclusione efficace in porta.